# Блалак, Роберт
Роберт Блалак (англ. Robert Blalack) (9 декабря 1948 – 2 февраля 2022) — американский художник по визуальным эффектам, родившийся в Панаме. Он являлся одним из основателей Industrial Light & Magic.
В 1978 году, Блалак получил премию «Оскар» за лучшие визуальные эффекты за работу над первым фильмом «Звёздных войн». В 1984 году, он также получил прайм-таймовую премию «Эмми» за лучшие специальные визуальные эффекты за работу над телефильмом 1983 года «На следующий день».
Блалак снимал экспериментальные фильмы и смешанную телевизионную рекламу, а также создавал визуальные эффекты для аттракционов в тематических парках.

## Ранняя жизнь и образование
Роберт Блалак родился в Панаме 9 декабря 1948 года. Он учился в школе св. Павла в Лондоне, а затем получил степень бакалавра английской литературы и театрального искусства в колледже Помона в Клермонте, Калифорния. Поскольку в колледже не было киношколы, Блалак самостоятельно учился кинопроизводству, снимая несюжетные экспериментальные фильмы с использованием бывшей в употреблении 16-миллиметровой камеры Bolex.
После окончания Помоны, он поступил в Калифорнийский институт искусств, получив в 1973 году степень магистра изящных искусств в области киноведения. Во время учёбы в институте, Блалак был ассистентом Пэта О’Нилла, режиссёра-экспериментатора. Тем временем он продолжал свою работу в экспериментальном кино, а затем стал сорежиссёром своего первого художественного фильма «The Words» (1973), с профессором Доном Леви.

## Смерть
Роберт Блалак умер от рака в Париже, Франция 2 февраля 2022 года в возрасте 73 лет.